# Tamar River (Bass-Straße)
Der Tamar River ist ein Fluss im Norden der australischen Insel Tasmanien im gleichnamigen Bundesstaat, der sich durch das Tamar Valley nach Norden zieht.

## Geografie

### Flusslauf
Seinen Ursprung nimmt der rund 65 Kilometer lange Tamar River in Launceston, wo der North Esk River und der South Esk River zusammenfließen. Von dort fließt er nach Nordwesten. Bei Low Head, in der Nähe von George Town, mündet er in die Bass-Straße.
Streng genommen handelt es sich beim Tamar River um keinen Fluss, sondern um ein Ästuar, ein Übergangsgewässer an der Mündung eines Flusses ins offene Meer. Auf seiner ganzen Länge ist sein Wasser salzhaltig und hat Gezeitenhub.
Ein Teil der Feuchtgebiete, Lagunen und Inseln entlang des Tamar River sind heute Teil der Tamar River Conservation Area und wird von der tasmanischen Umweltschutzbehörde verwaltet.

### Nebenflüsse mit Mündungshöhen
Er hat folgende Nebenflüsse:
- South Esk River – 0 m
- North Esk River – 0 m
- Corniston Creek – 0 m
- Banard Creek – 0 m
- Lady Nelson Creek – 0 m
- Symons Creek – 0 m
- Muddy Creek – 0 m
- Stony Brook – 0 m
- Supply River – 0 m
- Fourteen Mile Creek – 0 m
- Anderson Creek – 0 m
- York Town Rivulet – 0 m

## Namensherkunft
Benannt ist der Fluss nach dem gleichnamigen Fluss Tamar, der ebenso an einem Ort namens Launceston vorbeifließt, an der Grenze zwischen den Grafschaften Devon und Cornwall in England.